# Quatuor à cordes no 14 de Hába
Pour les articles homonymes, voir Quatuor à cordes no 14.
Le Quatuor à cordes no 14 opus 94 est une composition de musique de chambre d'Aloïs Hába. Composé en 1963, il est créé en mai 1963 par le Quatuor Novák.

## Analyse de l'œuvre
Il alterne six brefs épisodes, les uns d'un caractère affirmé, véloce et libre, les autres d'un caractère lyrique et calme, et utilise les quarts de ton additionnels ou soustractifs.
1. Allegro energico
2. Allegro agitato
3. Andante leggiero
4. Allegretto scherzando
5. Andante cantabile
6. Allegro risoluto

La durée d'exécution est d'environ huit minutes.